# Prog (magazine)
Pour les articles homonymes, voir Prog.
Prog est un magazine britannique voué au rock progressif, publié par Future.

## Historique
Le magazine est fondé en 2009 par Jerry Ewing. En 2010, environ 20 000 exemplaires de chaque numéro sont distribués.
En 2017, Prog est racheté avec les magazines Classic Rock et Metal Hammer par le groupe Future pour 800 000 £. Leurs sites web respectifs sont rassemblés en 2018 en un seul site baptisé Louder.